# Московский водный общественный транспорт
Моско́вский во́дный общественный транспорт — речной общедоступный пассажирский транспорт города Москвы.

## История
До 1902 года река в границах города находилась в концессии у компании «Товарищество Москворецкого туерного пароходства» подконтрольной французским коммерсантам. Только после прекращения концессии стала возможна навигация по реке.
В течение нескольких лет движение водного транспорта было нерегулярным. Однако уже в 1906 году «Москворецкое пассажирское пароходство» братьев Окуневых осуществляло регулярное сообщение по нескольким маршрутам. В качестве транспорта использовались три паровых судна и 7 пассажирских судов с двигателем на нефтяном топливе «Аванс» производства шведской компании J.V. Svensons Motorfabrik. В 1907 году были построены два более крупных парохода для длительных рейсов. В 1908 году был добавлен новый регулярный маршрут до Николо-Угрешского монастыря. Уже в 1909 году пароходами компании было перевезено 500 000 пассажиров. В 1910 году компания использовала 13 причалов на которых действовало 4 маршрута (с 7 утра до 10 вечера):
1. Дорогомилово — Воробьёвы горы (стоимость проезда от 5 до 10 копеек в зависимости от расстояния по будним дням, в выходные введена доплата 5 копеек);
2. Воробьёвы горы — Болотная площадь (стоимость проезда от 5 до 10 копеек в зависимости от расстояния по будним дням, в выходные введена доплата 5 копеек);
3. Москворецкий мост — Симоновский монастырь (стоимость проезда 5 копеек по будним дням, в выходные введена доплата 5 копеек);
4. Москворецкий мост — Николо-Угрешский монастырь (на маршруте работали суда с трёхклассными салоном только по выходным дням, стоимость проезда составляла 50 копеек, 75 копеек или 1 рубль)[1].

### Период СССР
При советской власти в Москве «водные трамваи» появились вновь в 1931 году. До того существовало организованное транзитное движение, однако городское и пригородное сообщение носило спорадический характер. С 1931 началось регулярное сообщение. Первоначально ими заведовало Московско-Окское управление речного транспорта, а в 1933 году было организовано специализированное «Московское пригородное пароходство». 
С 1936 впервые в истории страны введены маршруты с расписанием движения (до того суда отправлялись в путь по решению судовладельца); в том году рейсы водных трамваев проходят от Кунцево до Андреевки. 
В 1936-1937 гг. проведены дноуглубительные работы до уровня 3,5 метра.   
В 1937 году действовали регулярные маршруты:
1. Крылатское — Киевский вокзал (15 км);
2. Киевский вокзал — Новоспасский мост (14,5 км);
3. Крымский мост — Перерва;
4. Кожухово — Нагатино;
5. Экскурсионный маршрут: Речной вокзал — устье р. Пахры[2].

В довоенной Москве популярностью пользовались маршруты Каменный мост — Заозерье и Дорогомиловский мост — завод АМО.
Начиная с 60-х годов действовали внутригородские и пригородные линии, обслуживавшиеся скоростными судами на подводных крыльях.

### Регресс
В 2003 году существовало несколько рейсовых маршрутов водного транспорта. В частности, теплоходы типа «Москвич» работали на маршруте причал Крылатское — причал Кутузовский и на маршруте Северный речной вокзал — причал Захарково, а теплоходы типа «Ракета» работали на маршруте Северный речной вокзал — причал Тишково и на маршруте Северный речной вокзал — причал Чёрная речка.
В 2005 году существовало уже только два рейсовых маршрута водного транспорта. Теплоходы типа «Москвич» работали на маршруте Северный речной вокзал — причал Захарково, а теплоходы типа «Ракета» работали на маршруте Северный речной вокзал — причал Тишково.
В 2006 году, после полной отмены субсидирования, водный транспорт в Москве перестал выполнять роль общественного и перешёл в экскурсионно-прогулочную нишу. Рейсовые маршруты на которых осуществлялись пассажирские перевозки были закрыты. Часть судов, работавших на этих маршрутах, была выведена из эксплуатации и позднее утилизирована, а остальные суда были приспособлены для эксплуатации на прогулочных маршрутах.

### Нереализованные проекты
В июне 2011 года мэр Москвы Сергей Собянин поручил департаменту транспорта разработать проект организации регулярных пассажирских перевозок по Москве-реке с распределением маршрутов на торгах. Однако этот проект не достиг необходимых результатов из-за сугубо коммерческих целей.
В июле 2015 года министр транспорта Максим Соколов поручил правительствам Москвы и Московской области совместно с Дирекцией Московского транспортного узла, Росморречфлотом и ФГБУ «Канал имени Москвы» разработать план мероприятий по развитию внутреннего водного транспорта.
В 2018 году стало вновь известно о планах внедрения водного сообщения в сеть общественного транспорта. Планировалось запустить водный транспорт в 2020 году по маршруту от Киевского вокзала до Нижних Мнёвников. На маршруте имеется 7 остановок-причалов, протяжённость маршрута — 10 километров через 4 района Москвы: Хорошёво-Мнёвники, Филёвский Парк, Пресненский и Дорогомилово. Запланированная вместимость судов — 100 человек, провозная способность — 1,5 тыс. пассажиров в час, а время в пути в обе стороны должно было составить 104 минуты. Оплату проезда планировалось осуществлять по городским тарифам.

## Современность
26 сентября 2013 года Правительством Москвы издано постановление «Об утверждении Положения об организации работы по освобождению водных объектов, расположенных на территории города Москвы, от объектов, не зарегистрированных в качестве судна», в частности запрещение стоянки дебаркадеров вдоль набережных. Контроль за выполнением постановления был возложен на руководителя Департамента транспорта и развития дорожно-транспортной инфраструктуры города Москвы.
По состоянию на лето 2021 года водный пассажирский транспорт использовался в Москве в экскурсионных и прогулочных целях и представлял собой совокупность коммерческих маршрутов на трёх участках Москвы-реки, разделённых между собой шлюзами, на водоотводном канале Москвы-реки и на канале имени Москвы, однако в последние несколько лет различные судоходные компании организовывают длительные прогулки с прохождением шлюзов. Перевозку пассажиров водным транспортом в городе Москве осуществляют муниципальные и частные перевозчики (судоходные компании) на основании специальных разрешений (лицензий) по заранее утверждённым маршрутам.

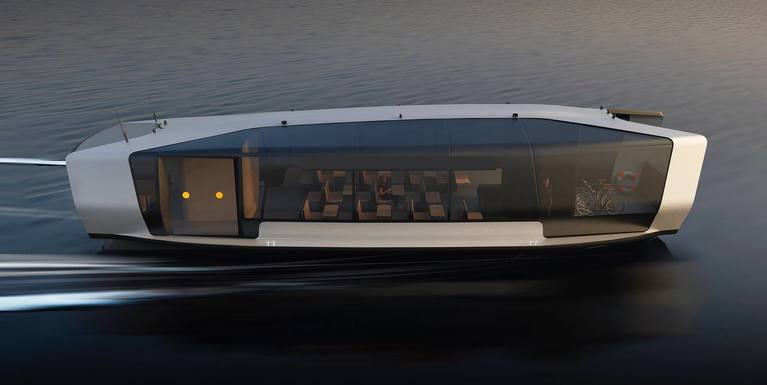
Рисунок концепта московского электрического речного трамвая, 2021

Также, летом 2021 года было объявлено о планах возрождения муниципальных регулярных речных перевозок в акватории Москвы-реки: планировалось в июне 2022 года запустить два линейных маршрута с круглогодичным циклом навигации: От Киевского вокзала до Парка Фили и от Автозаводского моста до Печатников.
В декабре 2021 ГКУ «Организатор перевозок» (от лица мэрии Москвы) подписала с ОАО «Пассажирский порт» (дочернее предприятие компании «ВодоходЪ») договор об оказании услуги регулярных круглогодичных пассажирских перевозок по Москва-реке в период с 1 июля 2022 года по конец 2036 года на общую сумму 19,5 млрд рублей; поставщик обязуется предоставить 21 судно на электрическом ходу (в результате народного голосования новому типу судов присвоено имя «Синичка») вместимостью 50 пассажиров и 2 членов экипажа, смонтировать 23 причала, 6 берегов зарядных станций и два пункты отстоя флота. 
Оплатить проезд можно будет картой «Тройка», банковской картой или с помощью биометрической системы; владельцы единых проездных на 90/365 дней смогут проехать на судне без дополнительной платы.
Оговорённый контрактом пуск навигации 1 июля 2022 года не состоялся, дата запуска была перенесена на сентябрь 2022; реально запуск состоялся 20 июня 2023 г. (первый регулярный маршрут связал Киевский вокзал с причалом «Сердце столицы» в районе одноименного жилого комплекса на Шелепихинской набережной, длина маршрута составляет 6,5 км): в навигацию 2023 года в Москве после 17-летнего перерыва заработал пассажирский речной транспорт: запущен первый в стране пассажирский электрофлот, аналогов которому в России нет. Производство электросудов проекта Ecobus планируется начать в 2025 году на Московской верфи.

## Флот

### Дореволюционный период
Большие корабли братьев Окуневых использовались для работы на маршруте выходного дня в Николо-Угрешский монастырь, а по будням сдавались в аренду для проведения мероприятий на воде. Более 10 малых кораблей братьев Окуневых с нефтяными и паровыми двигателями обслуживали регулярные ежедневные маршруты по Москве.

### Период СССР

#### Довоенный период
Флот «Московского пригородного пароходства» состоял из семидесяти судов производства в том числе и Городецкой верфи разной вместимости. 

##### Прогулочно-развлекательные маршруты
В 1929 году пароход «Кр. Пионер» обслуживал экскурсии от Москвы до Перервы и Беседы. В 1932-1933 годах в строй вступили 5 пароходов пригородного движения производства Балаклавского судостроительного завода: «Динамовец», «Н. С. Хрущев», «Калибровщик», «Кремль», «Память Кирова» вместимостью до 450 пассажиров и скоростью 15 км/ч. Их использовали в качестве экскурсионного транспорта. В 1933 году добавились два стосильных теплохода: «Опыт» и «Городец».

##### Регулярный общественный транспорт
1921-1922 годы — одноэтажные теплоходы «Совет» и «Витязь». В 1931 году появляются «водные трамваи» — типовые суда, обслуживающие регулярные городские маршруты. К 1933 году количество водных трамваев увеличилось в 3 раза. С 1933 года вводятся в строй улучшенные «водные трамваи» — типа «катер инженера Туркова с открытой террасой», в вариантах с максимальной вместимостью 115, 140 и 160 человек.

#### Послевоенный период
После Великой Отечественной войны в Москве получили распространение теплоходы типа «Москвич», которые строились тут же, в Москве. Позднее их начали заменять на более современные теплоходы типа «Москва», получившие в народе название «речны́е трамва́и».

### Современная Россия
В 2005 году теплоходы типа «Москва» являлись основным типом теплоходов в Москве. В настоящее время на Москве-реке и на канале имени Москвы эксплуатируются теплоходы самых разнообразных типов. Теплоходы типа «Москвич» также ещё эксплуатируются, несмотря на то что большинство из них уже перешагнули 50-летний рубеж. На пригородных линиях работали теплоходы типа «Ракета».
В 2018 году по Москве-реке курсировало около 100 теплоходов. Началось обновление речной флотилии за счёт запуска по Москве-реке водных трамваев-кабриолетов.
Максимальная вместимость транспорта составляет 200 пассажиромест.

### Настоящее время

#### Прогулочно-развлекательные маршруты
В 2009 году в строй вступили 5 прогулочных кораблей проекта RC-TV2008-1 вместимостью 200 пассажиров, с панорамным остеклением. Построены корабли на турецкой верфи Royal Denizcilik по заказу компании «Флотилия «Рэдиссон Ройал».

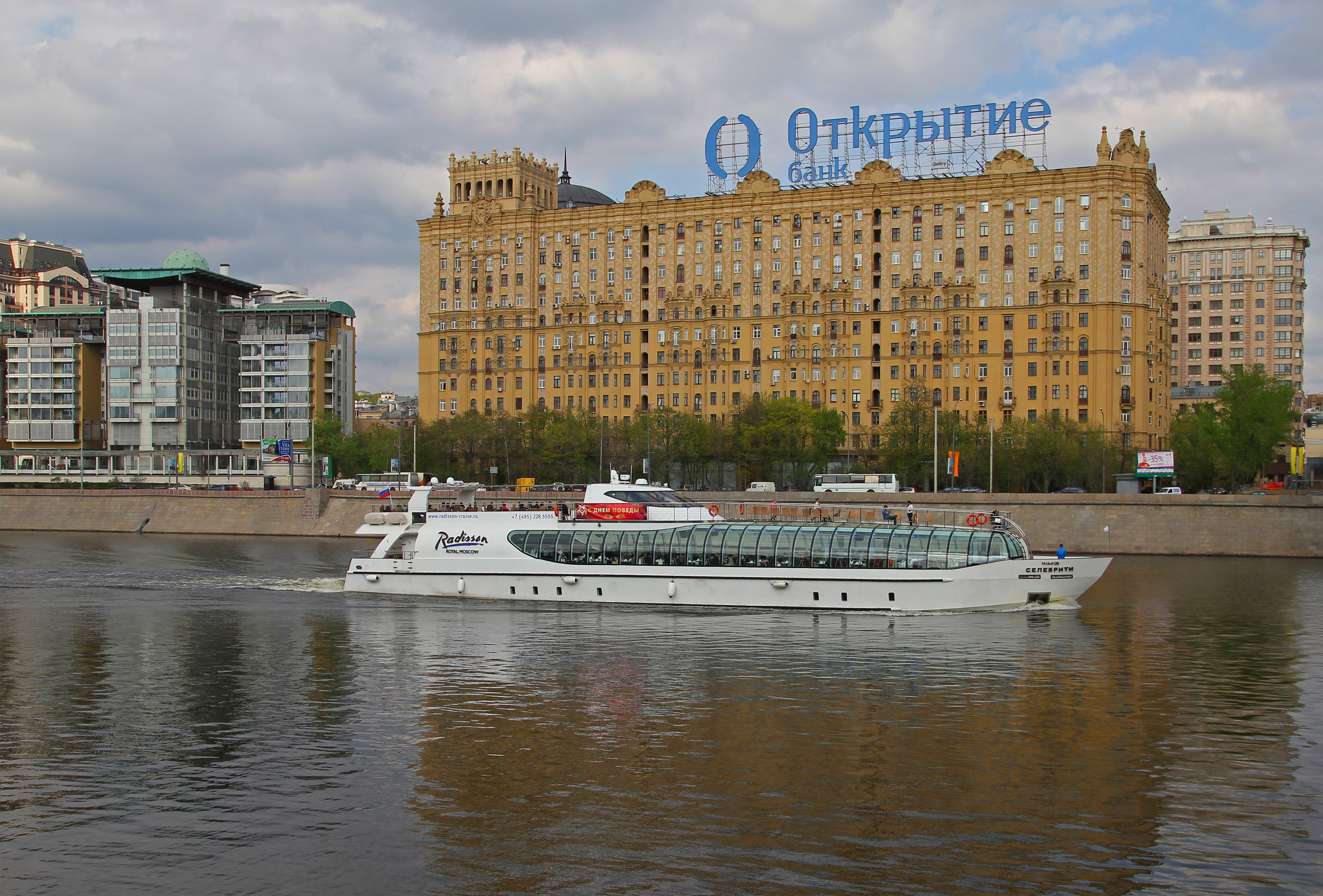
Селебрити
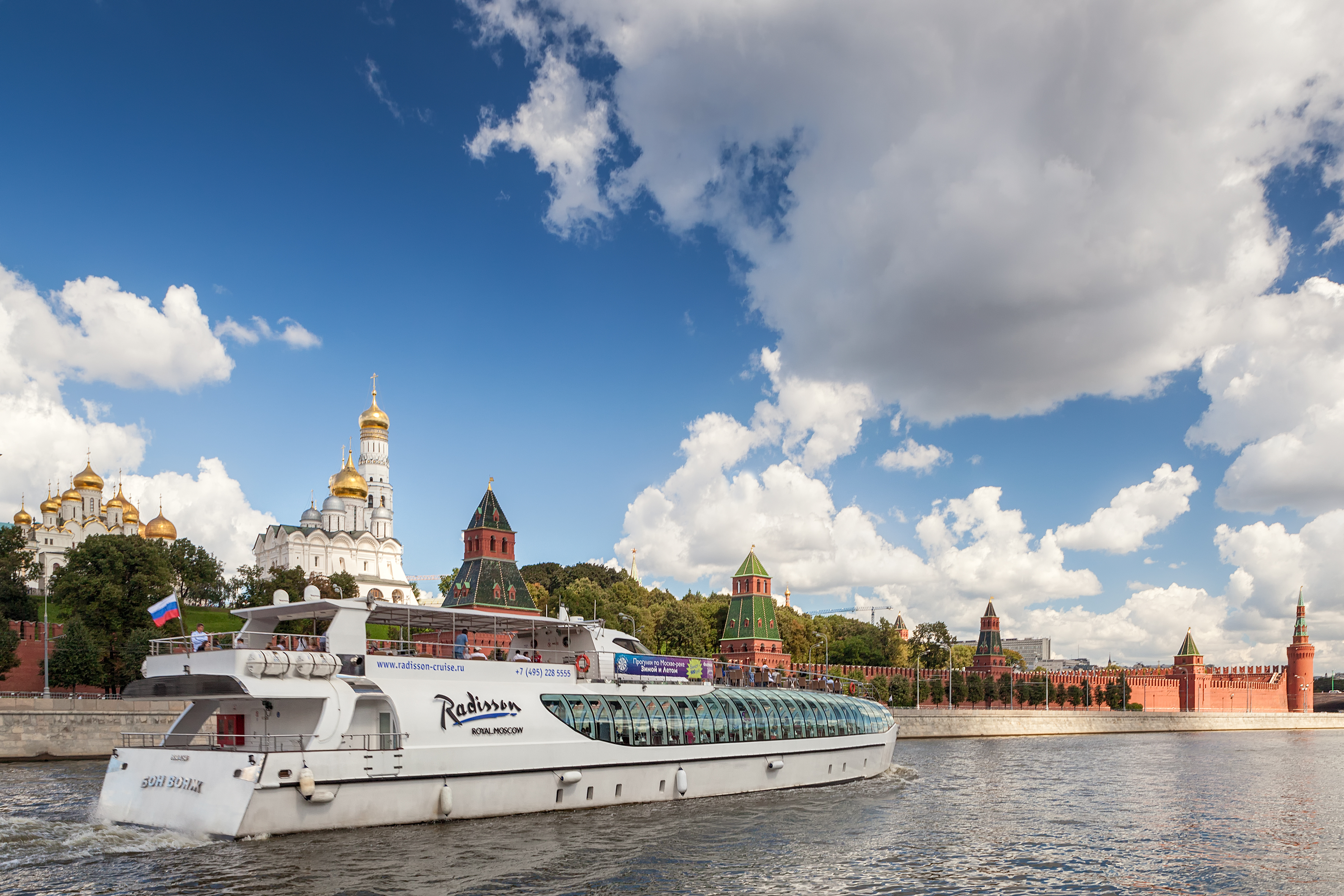
Бон вояж
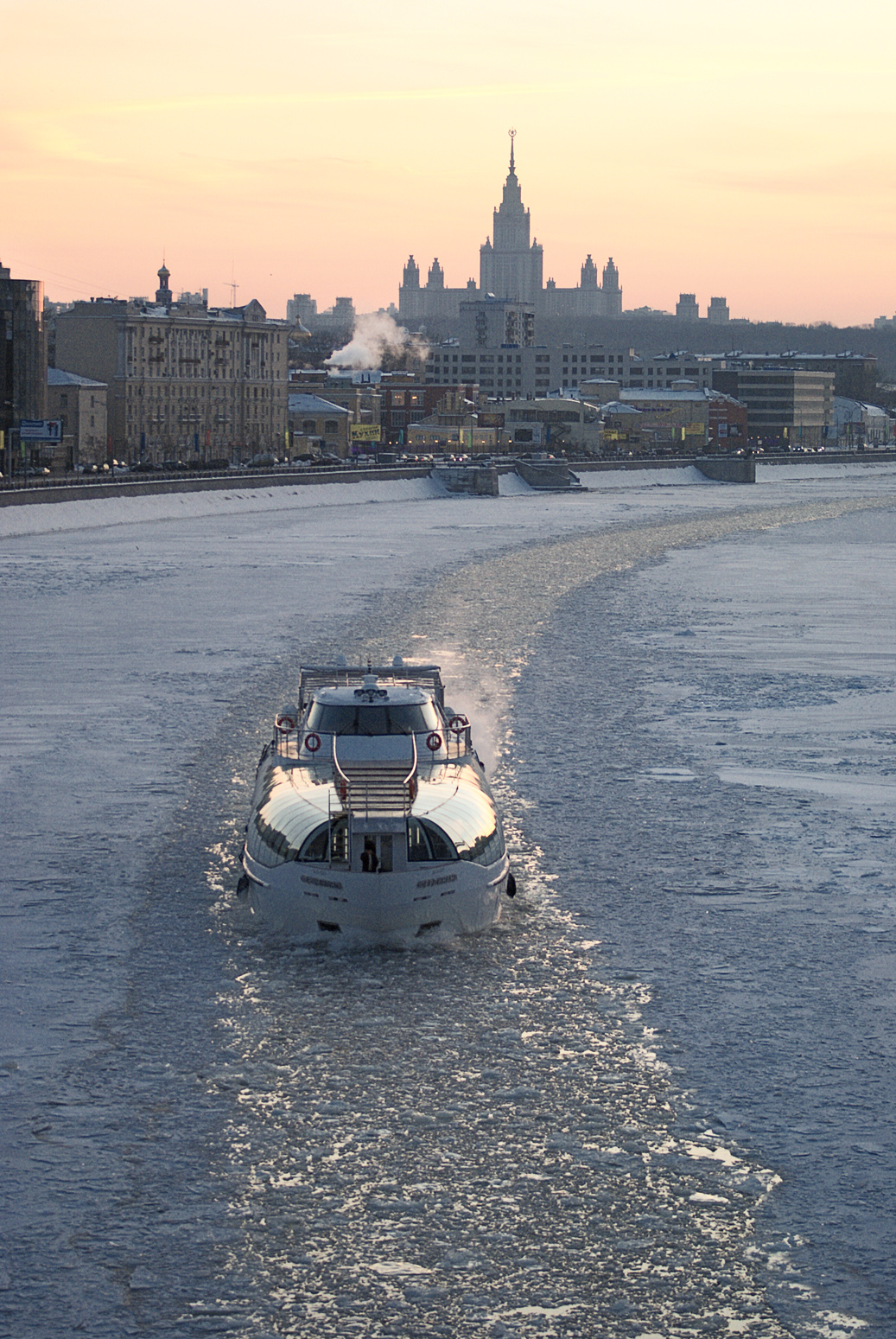
Фердинанд

В 2012-2013 в строй вступили 5 прогулочных кораблей проекта А44212 вместимостью 300 пассажиров, с двумя палубами и панорамным остеклением. Они изготовлены на верфях Лиепаи и Риги по заказу компании «Флотилия «Рэдиссон Ройал».

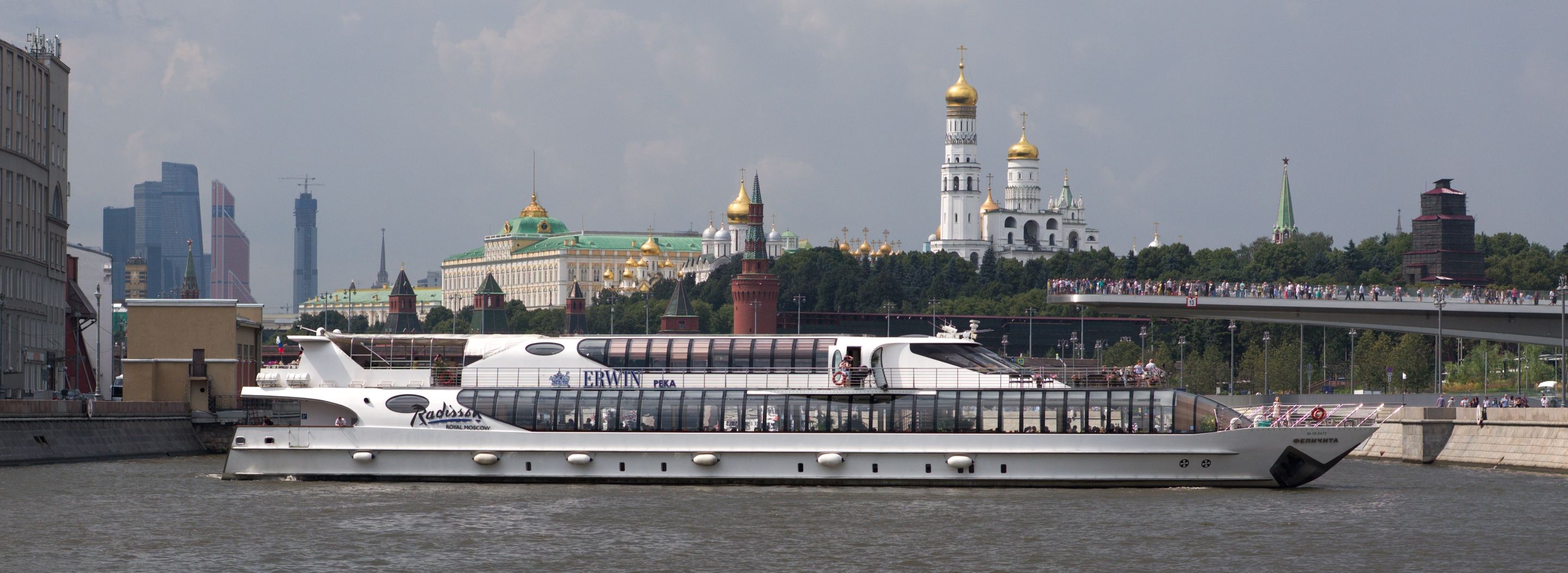
Феличита
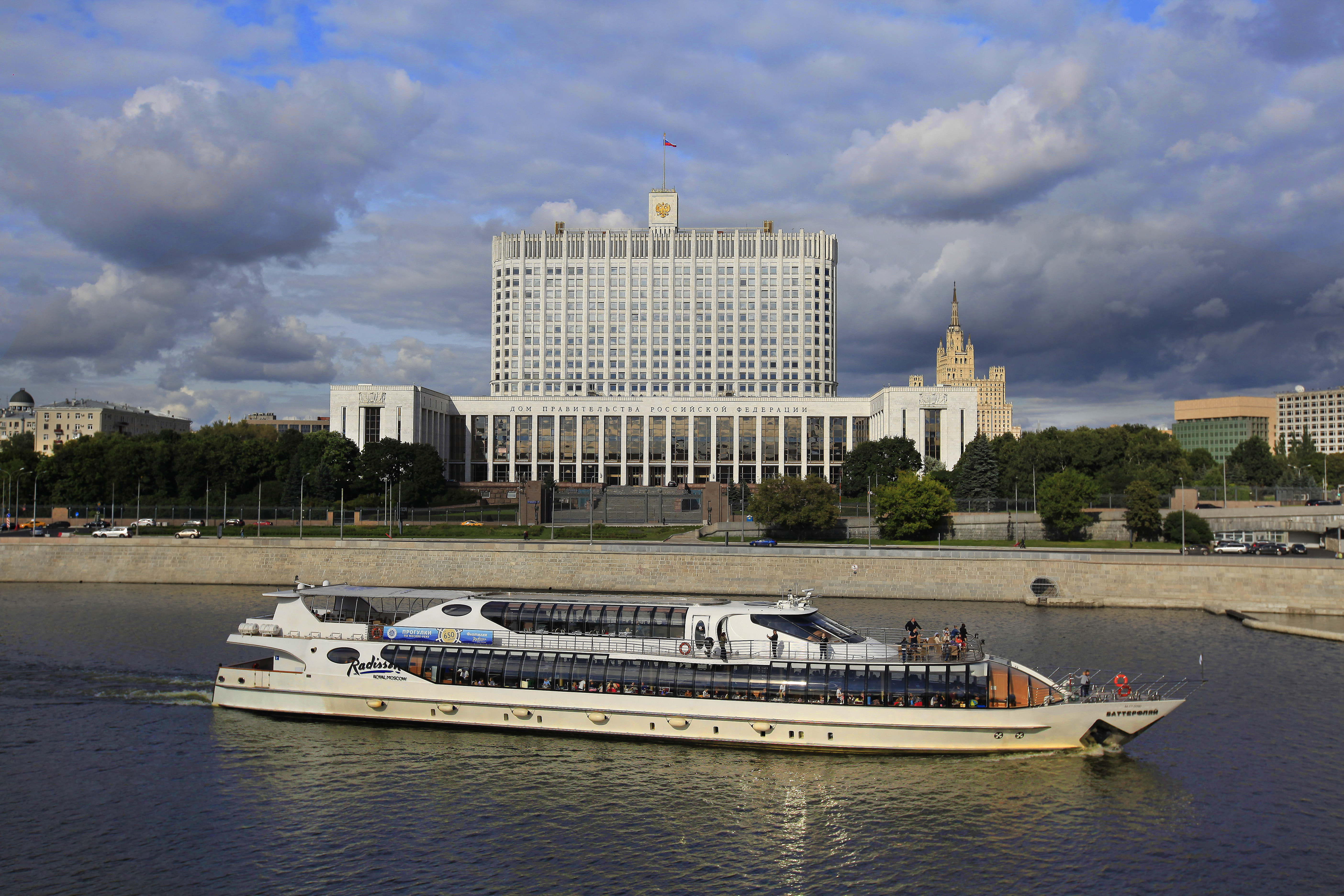
Баттерфляй
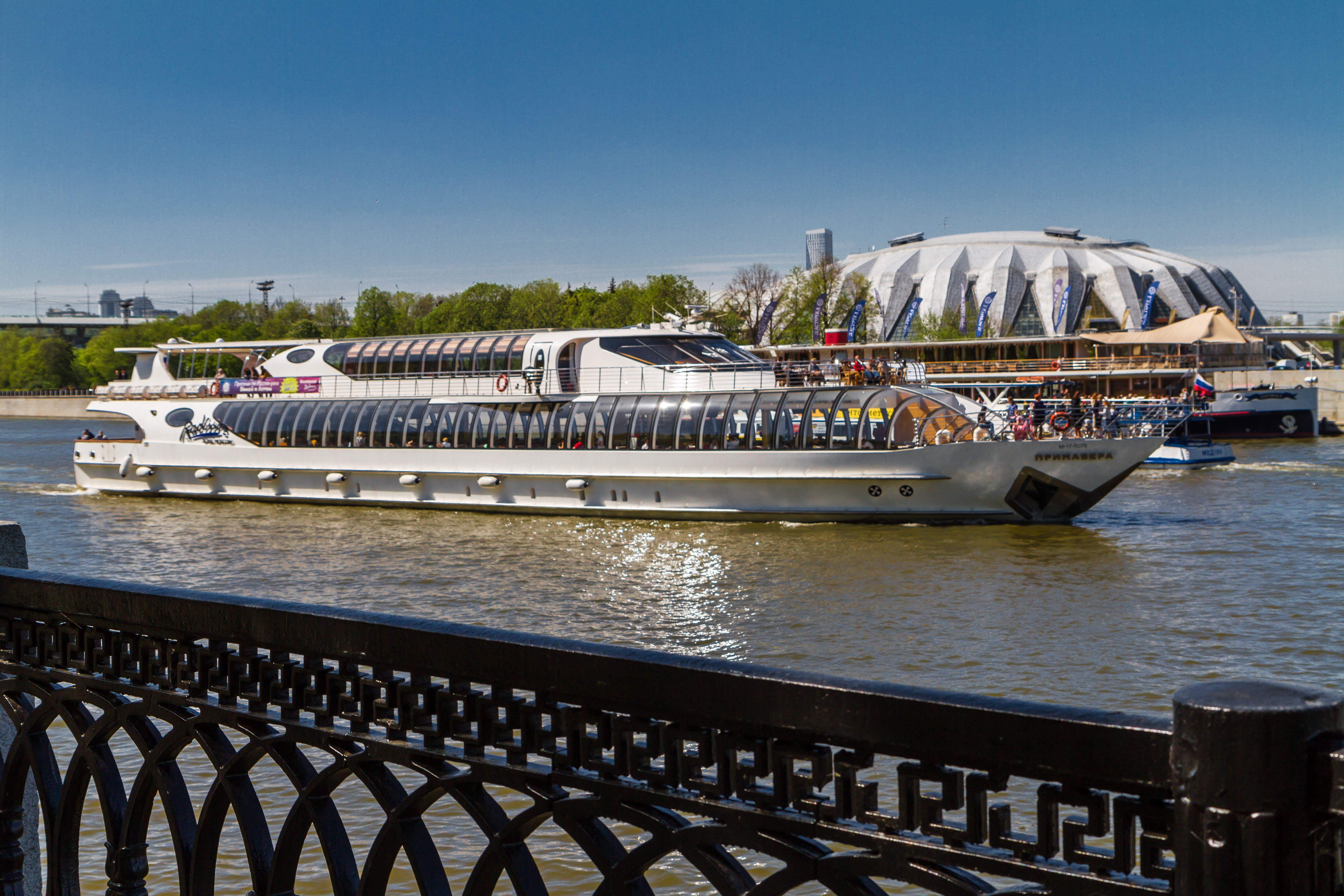
Примавера

С 2017 года в навигации по реке используются 4 новых катамарана проекта «19.2509» максимальной вместимостью 250 пассажиров. 2 из них изготовлены на верфи «Риф» в Ростове на Дону, а два на Белогородской судоверфи. Заказчиком является ООО «Речные линии».

В навигации с 2019 года участвуют 10 композитных кораблей проекта S14942 вместимостью 44 пассажира, кондиционированным салоном и штатной функцией складывания панорамной крыши. Суда изготовлены на турецкой верфи AES Yacht Tuzla по заказу компании «Флотилия «Рэдиссон Ройал». Скорость движения — до 26 км/ч.

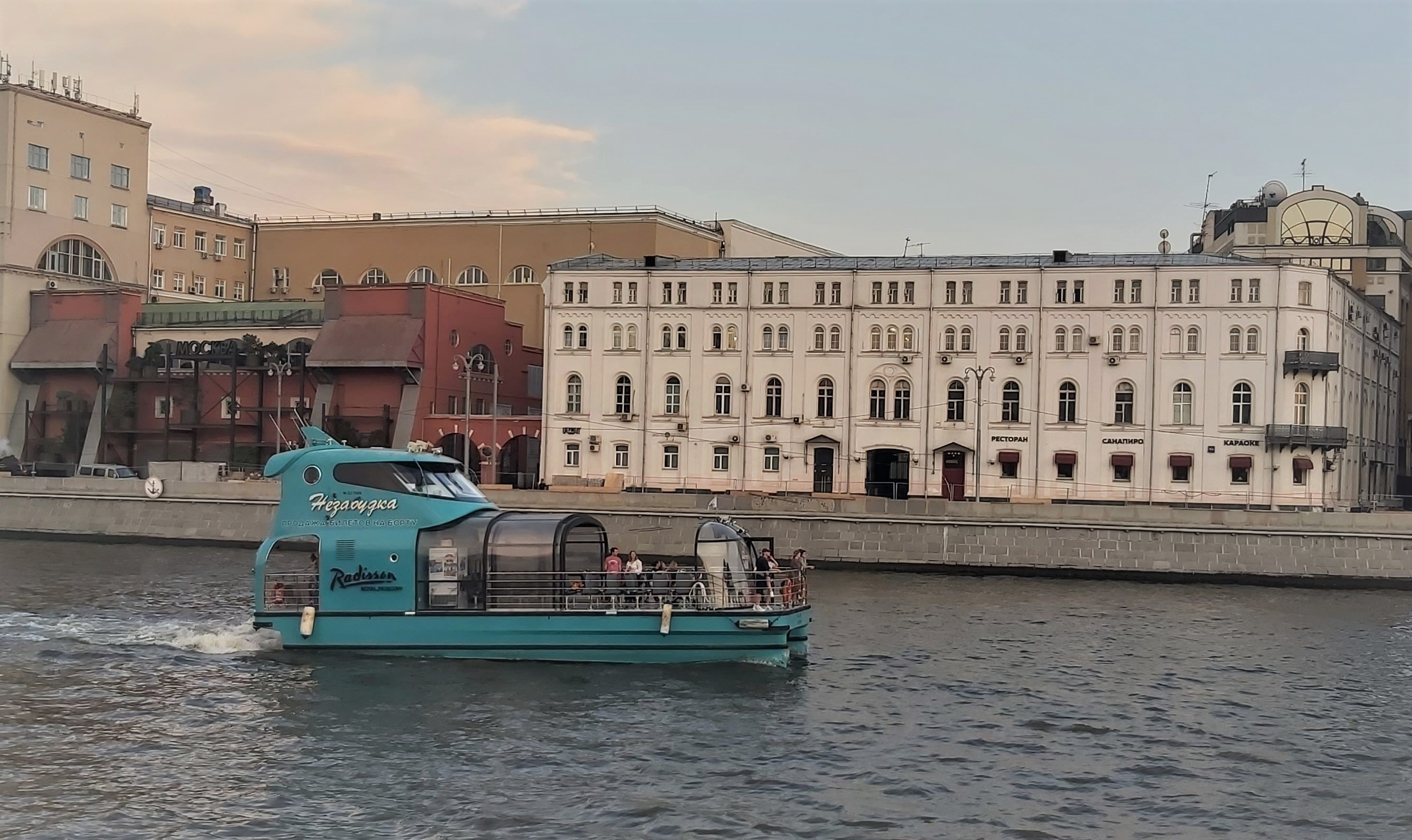
Незабудка
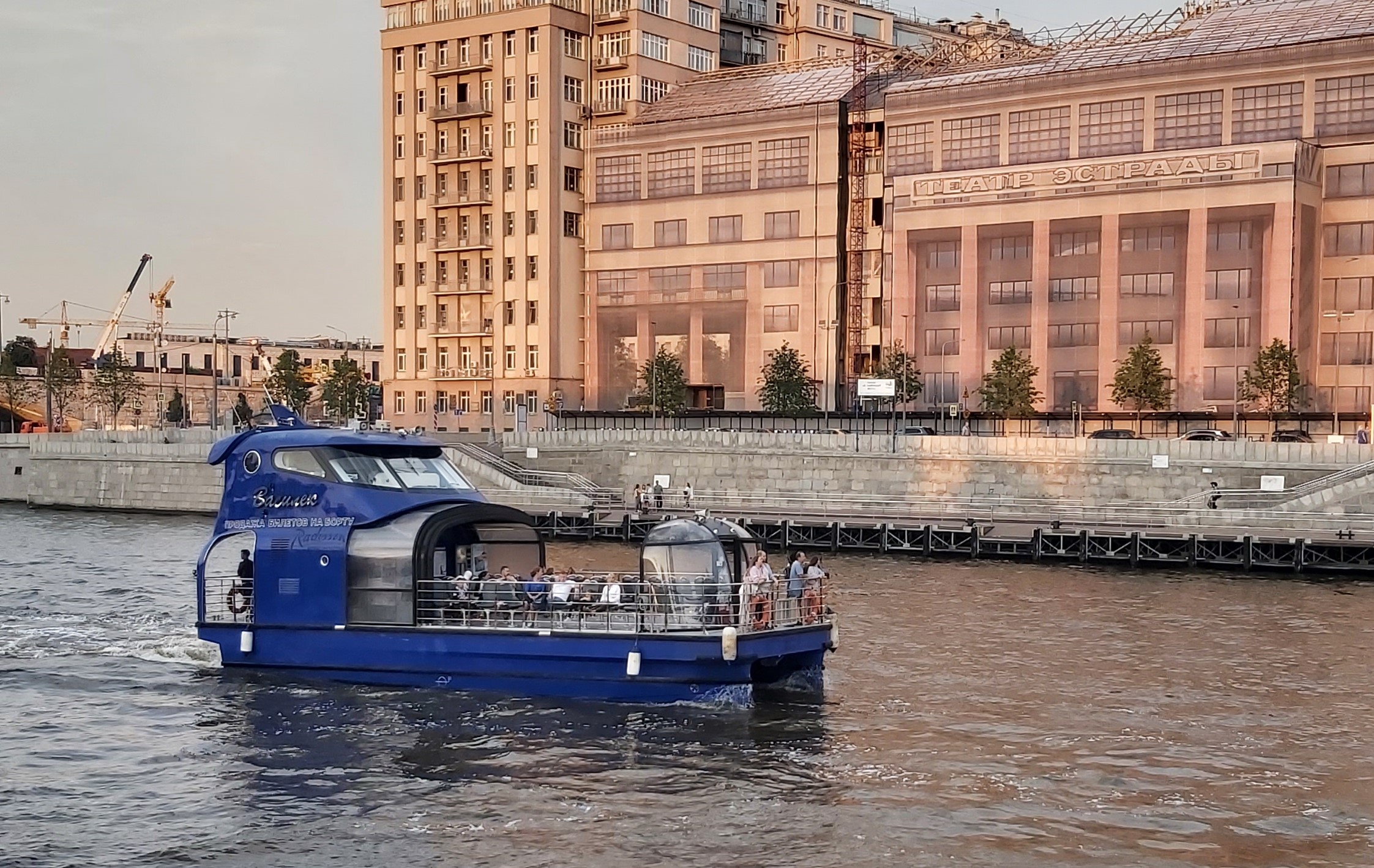
Василек
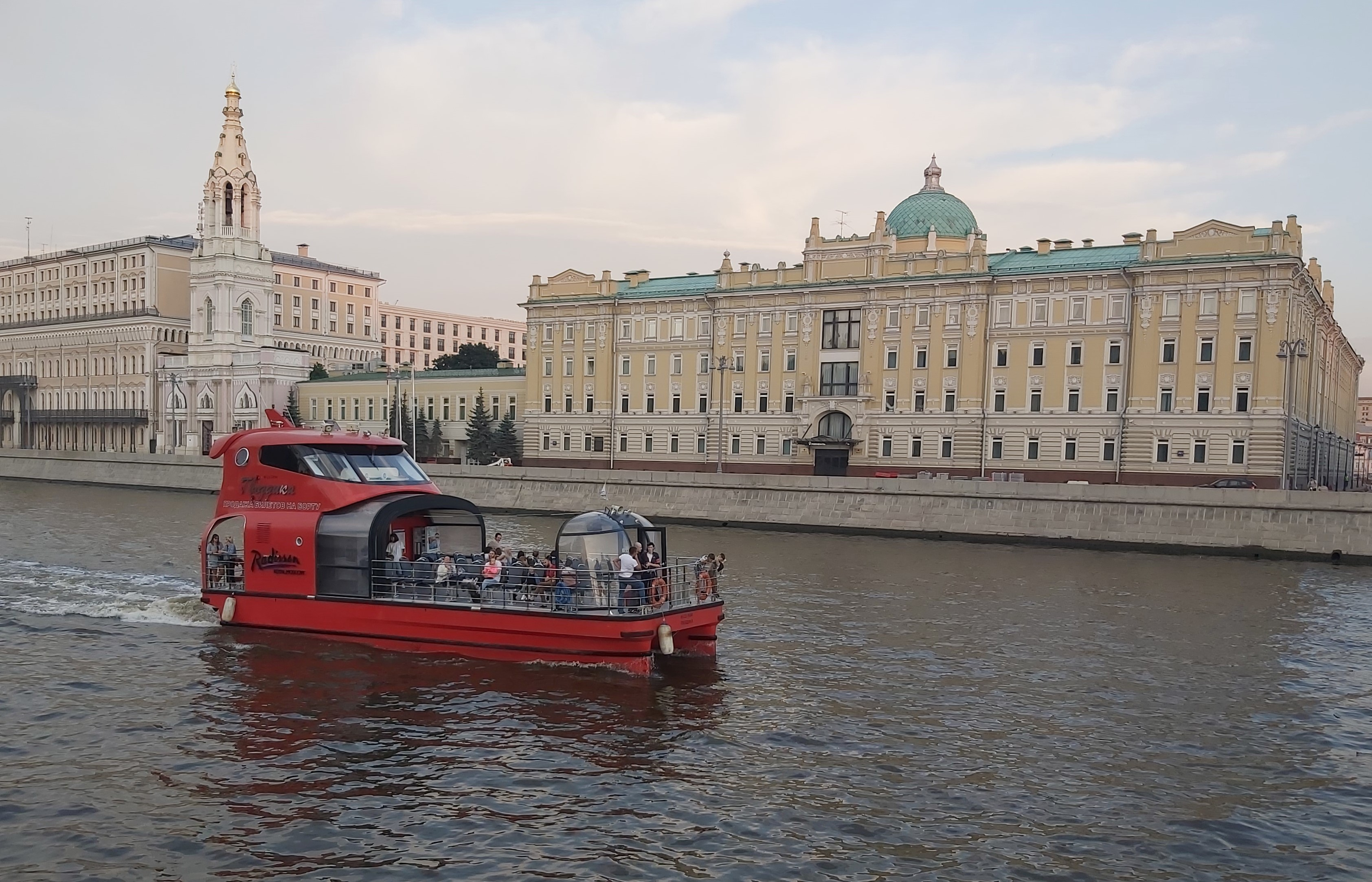
Гвоздика

В 2021 году количество пассажирских судов, курсирующих по Москве-реке, увеличилось, по разным источникам, до 200—230 штук. При этом цены остались примерно на уровне 2019 года.

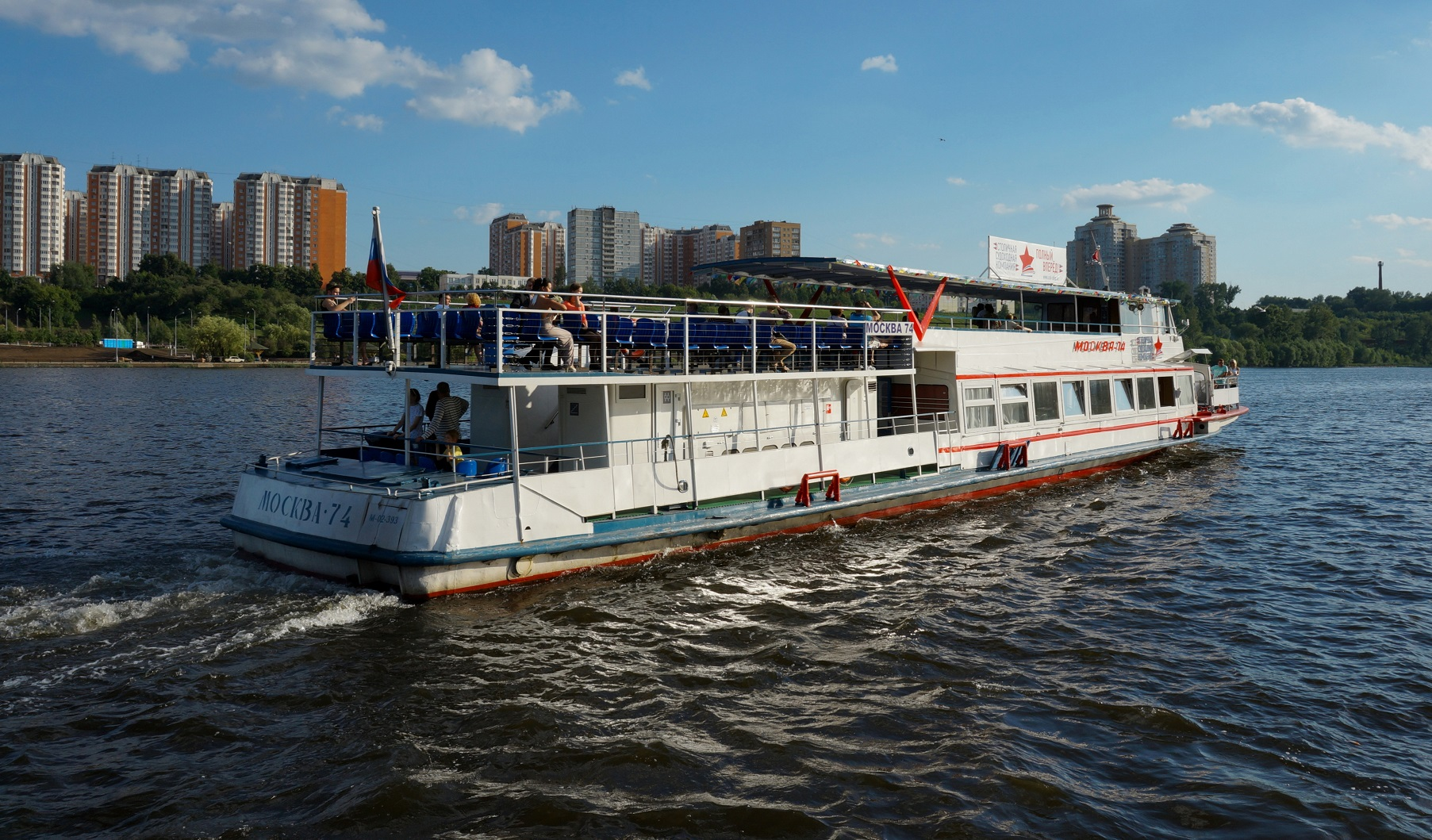
Теплоход «Москва-74» на Москве-реке в районе Москворечье-Сабурово
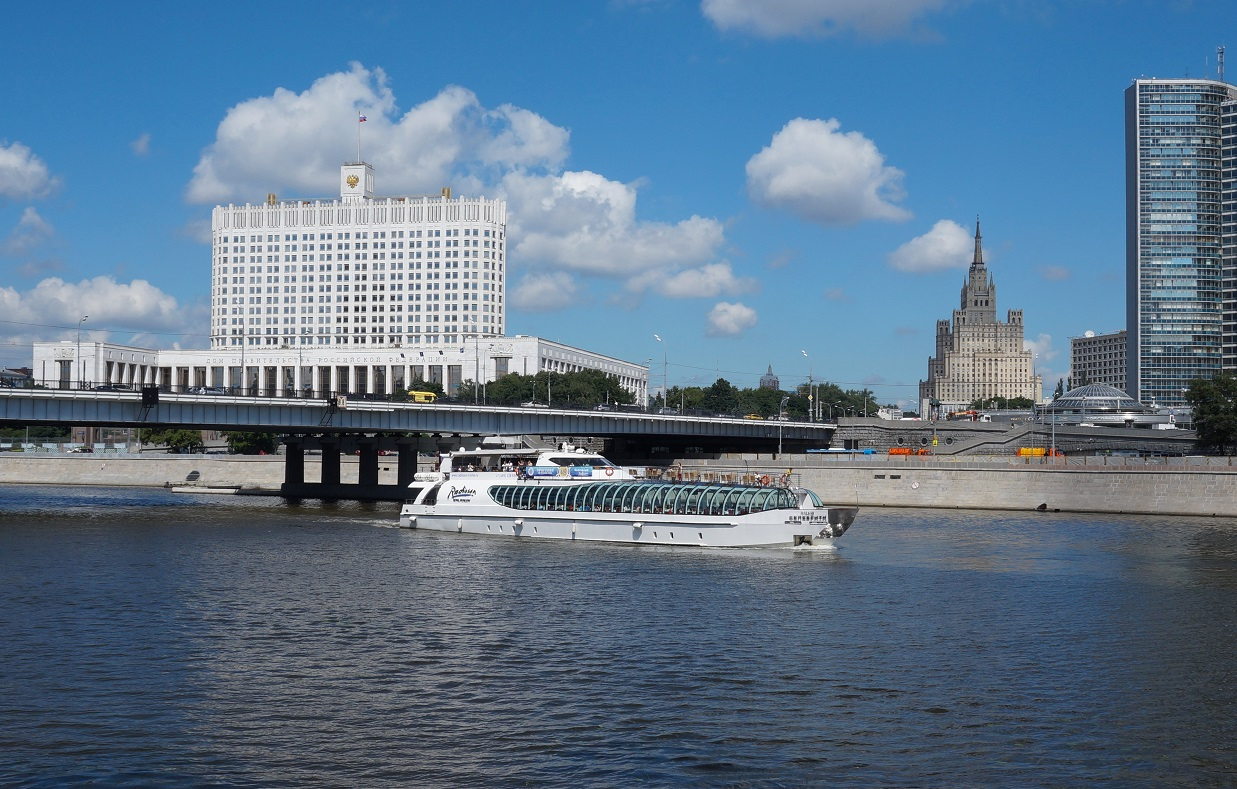
Теплоход «Селебрити», типа «Фердинанд», на Москве-реке рядом с Новоарбатским мостом
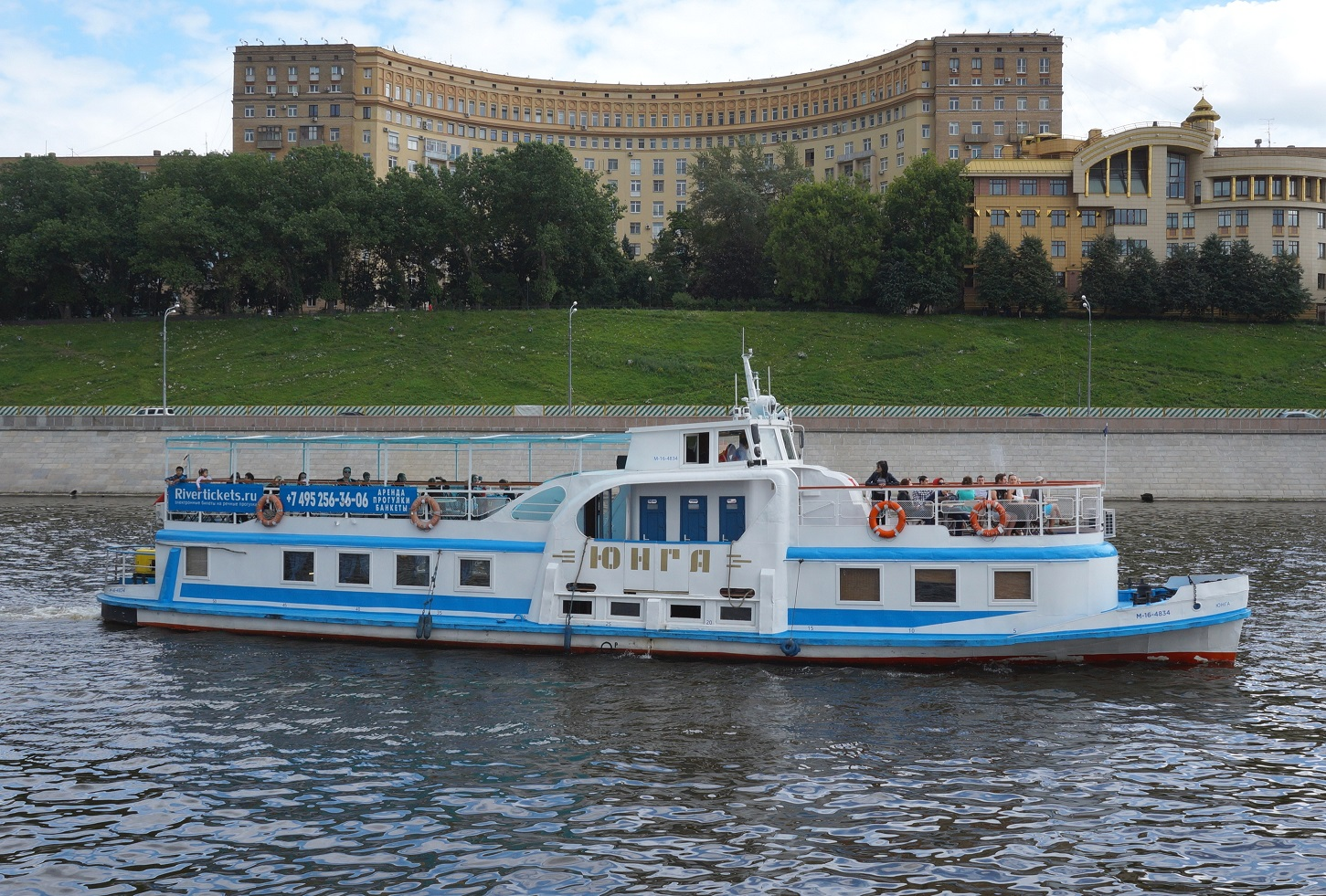
Теплоход «Юнга», типа «Москвич», на Москве-реке в районе Ростовской набережной

#### Регулярный общественный транспорт

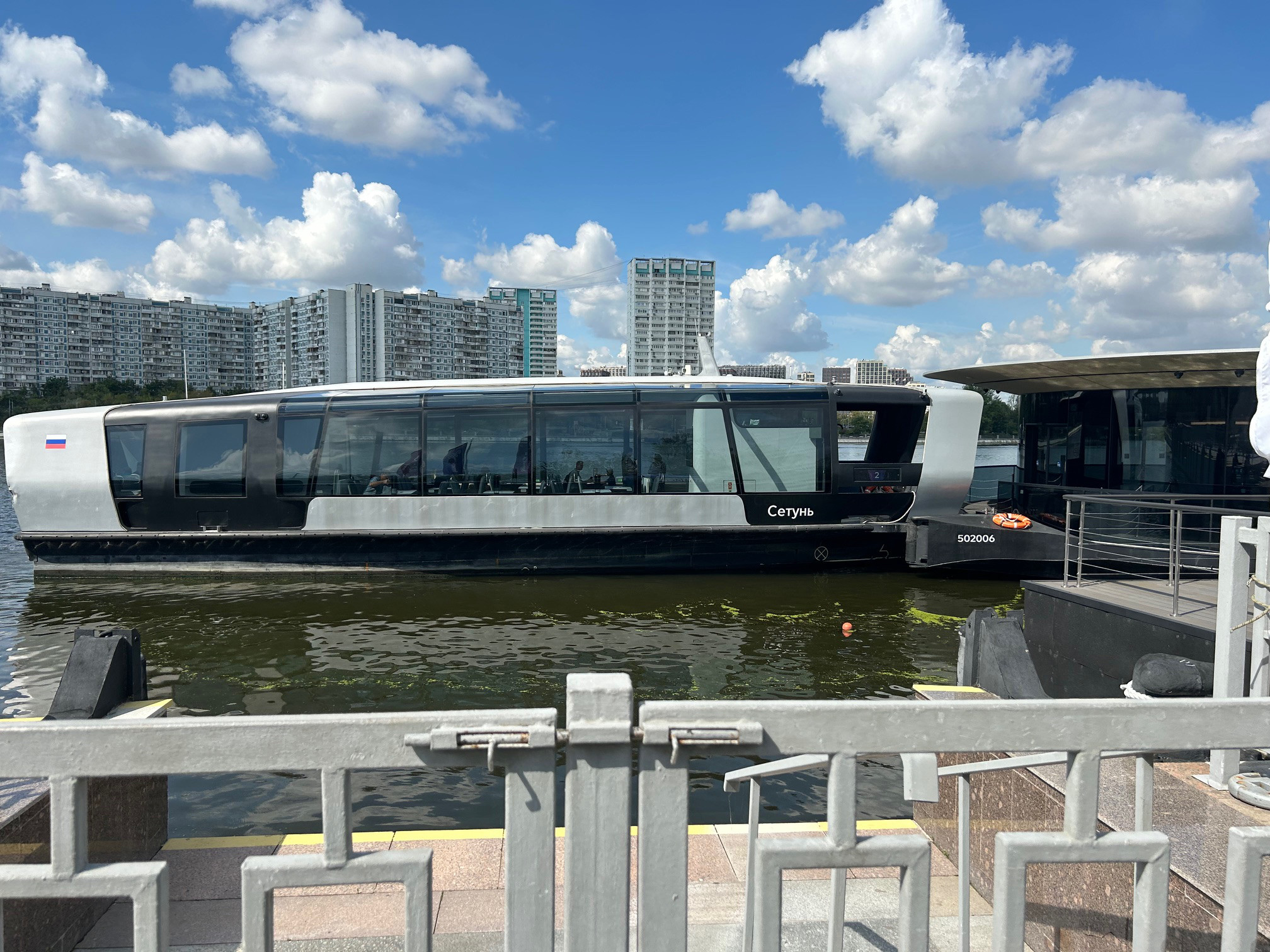
Электросудно «Сетунь» (проект ТФРП.401) в Москве, 2024 год

В 2021 году состоялся конкурс на закупку 20 электрических речных судов (речных трамваев) с круглогодичным циклом эксплуатации. Ремонт и техобслуживание, согласно контракту, остаётся за производителем в течение 15 лет. В марте 2022 года были произведены первые ходовые испытания головного корабля серии. На двух линиях работает 21 электрическое речное судно, спроектированное и построенное по заказу Правительства Москвы. Каждое такое судно имеет 22 метра в длину и рассчитано на 42 посадочных места, два из которых для маломобильных граждан. В салоне установлены информационные экраны и USB-зарядки, обеспечен доступ к бесплатному Wi-Fi, а также предусмотрены площадки с местами для парковки самокатов и велосипедов. Максимальная скорость предполагается 12 узлов, крейсерская скорость судна составляет 8 узлов, маршрутная скорость около 9 км/ч. Суда построены на верфи компании «Эмпериум». Производитель в марте 2022 года заявил о том, что судно на 80% состоит из локальных комплектующих.

## Причалы
Эксплуатацию причалов на Москве-реке обеспечивает ГБУ «Гормост». Все причалы города Москвы используются теплоходами только в целях прогулок. В ведомстве ГБУ «Гормост» находится более 40 пассажирских причалов. ГБУ «Гормост» заключает договора с судовладельческими компаниями и согласовывает остановки судов для высадки и посадки пассажиров.
Для проекта водного общественного транспорта изготовлено и установлено 12 плавучих крытых кондиционируемых причалов двух типоразмеров с санузлами, кафе и местами для отдыха.

## Маршруты
Работа теплоходов на прогулочных маршрутах в Москве длится в среднем около полугода: с середины апреля до середины октября, то есть в период наиболее комфортной погоды. В конце октября, после окончания работы и до окончания общей навигации, некоторые теплоходы уходят в другие города по их приписке или для получения необходимого и наиболее выгодного обслуживания. Такие теплоходы прибывают в Москву на следующий год в начале мая. В межнавигационный период часть теплоходов ставится на зимний отстой в Нагатинской пойме.
С 2009 года самым стабильным считается круглогодичный ежедневный маршрут выполняемый теплоходами компании «Флотилия Рэдиссон Ройал», которые могут ходить по тонкому льду. Теплоходы компании отправляются от причала у гостиницы «Украина» и прибывают на этот же причал без промежуточных остановок.
Также стабильным считается маршрут выполняемый теплоходами Столичной судоходной компании от причала Киевский вокзал, который находится рядом с Киевским вокзалом до причала Новоспасский мост, который находится рядом с Новоспасским мостом и недалеко от станции метро «Пролетарская». Маршрут действует с конца апреля до конца сентября. В 2017 году, впервые за много лет, этот маршрут был изменён. Протяжённость маршрута увеличилась вдвое, а количество остановок сократилось. До 2017 года билет на этот маршрут давал право на совершение прогулки только в одном направлении, теперь же билет на этот маршрут даёт право на совершение прогулки в двух направлениях (туда и обратно).
Если в 2015 году цена билета на односторонний вариант этого маршрута составляла 550 рублей, то в 2017 году цена билета на удлинённый вариант составляет 800 рублей. Существуют и льготные категории билетов на этот маршрут.
Ещё одним популярным маршрутом считается путь от Северного речного вокзала до Химкинского водохранилища с остановкой в Захарково. Регулярный рейс по этому маршруту был запущен 24 апреля 2021 года. С мая 21 года проезд по этому маршруту можно оплатить с помощью карты «Тройка».
Прогулки организовывают более 20 компаний. Средняя цена речной прогулки составляла от 400 до 900 рублей за 2-3 часа.

### Маршрутный проект мэрии
В 2022 году мэрия Москвы приняла меры по упорядочиванию навигации по реке. Предложена система деления маршрутов на типы: транспортные электромаршруты, прогулочные маршруты, переправы. Введено единое расписание для некоторых маршрутов. Однако многие частные компании продолжают осуществлять регулярное сообщение и по другим маршрутам, не входящим в предложенную мэрией систему.

#### Электромаршруты
По контракту, заключённому с мэрией Москвы, дочернее предприятие компании «Водоходъ» обязалось с 20 июня 2023 года запустить навигацию по следующим маршрутам:
1. Киевский - Трёхгорный (обратный - нет) - Краснопресненский парк - Сити-Багратион - Сити-Центральный - Кутузовский (обратный - нет) - Береговой - Сердце Столицы - Парк Фили. Интервал движения составит 32 минуты с 30 рейсами в день;
2. ЗИЛ — Нагатинский — Затон Новинки — Кленовый бульвар — Южный речной вокзал — Московская верфь - Нагатинский затон — Коломенская набережная — Печатники. Интервал движения составит 34 минуты с 28 рейсами в день[27].
3. ЗИЛ — Автозаводский мост — Симоновский — Торпедо — Дербеневская набережная — Новоспасский.

Запуск проекта состоялся 20 июня 2023 г., в запуске принимали участие президент России Владимир Путин и мэр Москвы Сергей Собянин. Первый регулярный маршрут связал Киевский вокзал с причалом «Сердце столицы» в районе одноименного жилого комплекса на Шелепихинской набережной, длина маршрута 6,5 км. 6 июня 2024 года он был продлён до причала «Парк "Фили"». Второй регулярный маршрут "ЗИЛ — Печатники" длиной более 9 километров был запущен в сентябре 2023 года).
20 июня 2025 года был запущен третий регулярный маршрут «ЗИЛ – Новоспасский» .
Также в ближайшие несколько лет планируется запуск ещё трёх маршрутов. 
На маршрутах речного транспорта работают самые современные электрические суда российского производства. Они работают круглый год. Пользоваться электросудном можно точно так же, как любым другим городским транспортом: заходить и сходить на нужной остановке, в данном случае причале. Стоимость проезда — 150 рублей. Оплатить проезд можно картой «Тройка» или банковской картой. Речные маршруты также включены в зону действия билетов «Единый» без лимита поездок на 90 и 365 дней. Таким образом, постоянным пассажирам не нужно дополнительно оплачивать поездки на речном электротранспорте.

#### Прогулочные маршруты
По «Северному» (№ 3) маршруту от Китай-города до Киевского вокзала в день отправляются более 80 рейсов, маршрут обслуживается судами разных типов разных компаний. Время пути в одну сторону составляет 82 минуты.
По «Историческому» (№ 4) маршруту от Новоспасского моста до Воробьевых гор в день отправляются около 50 рейсов. Время пути в одну сторону составляет 75 минут.
Маршрут «Северный речной вокзал — Химки» обслуживается кораблём типа «Москва», стоимость проезда составляет 150 рублей в 2022 году. Корабль совершает 8 оборотных рейсов в день с 8 утра до 19.30 с отправлением от СРВ. Время в пути составляет 30 минут.
Остальные маршруты («Центральный» (№ 5), «Круговой» (№ 6), «Южный» (№ 7), «Коломенский» (№ 8), «Серебряный бор» (№ 9), «СРВ — Химки» (№ 10)) не имеют единого расписания.
Для более подробной информации о экскурсиях на речных трамваях Москвы можно посетить страницу с предложениями на сайте Sputnik8.

#### Переправы
В городе действует одна переправа по маршруту «Северный речной вокзал — Захарково» (буква П), стоимость проезда в одну сторону составляет 46 рублей в 2022 году. От СРВ корабль отправляется с 8:00 до 20:00 ежечасно, за исключением рейса в 13:00. Спустя 30 минут корабль отправляется в обратный путь.